# Xanthopimpla maculata
Xanthopimpla maculata är en stekelart som beskrevs av André Seyrig 1932. Xanthopimpla maculata ingår i släktet Xanthopimpla och familjen brokparasitsteklar. Inga underarter finns listade i Catalogue of Life.